# Altenmarhorst
Altenmarhorst è una frazione (Ortsteil) della città di Twistringen, nel land della Bassa Sassonia, in Germania.

## Storia
Già comune autonomo nel circondario della contea di Hoya, fu soppresso e incorporato a Twistringen il 1º marzo 1974.